# 良寛 (乳製品メーカー)
株式会社良寛（りょうかん）は、かつて新潟県出雲崎町に本社を置いていた乳製品メーカー。
社名、ブランド名の「良寛」は出雲崎出身の僧、良寛にちなむ。

## 概要
1952年に5名の酪農家が互いの経営合理化を目的として任意組合として発足。1964年4月に農事組合法人出雲崎酪農組合として法人へ改組。主力製品である「良寛牛乳」を自社工場で製造していた他、「良寛コーヒー」「良寛牛乳プリン」「良寛ヨーグルト」などの自社ブランドで各種乳製品を幅広く取り扱い、新潟県中越地区を主な営業エリアとして生協や食品スーパーの他、学校給食や事業所にも営業基盤を築き、2003年12月期には約17億4200万円の売上があった。
2017年4月に株式会社へ改組したと同時に、商号を株式会社良寛へ変更。株式会社へ改組後は、各種商談会等にも参加し、新たな販路の開拓等にも努めていたが、牛乳の需要低下や同業他社との競争激化、少子化を背景とした学校給食向けの需要低下などで売上は減少傾向を余儀なくされ、採算も悪化。新型コロナウイルス感染拡大に伴う学校給食の中止などで業績はさらに悪化し、付加価値を高めた新商品の投入などで経営の立て直しを図ったが、原材料価格や輸送コストの上昇などが追い打ちをかけ、2021年12月期の売上は約9億9100万円にまで落ち込み、8580万円の赤字となり、債務超過額も1億1576万円にまで拡大した。
このため良寛は、2023年2月7日に事業を停止し、事後処理を弁護士に一任。代理人弁護士は「長い間業績が悪く、資金繰りに窮して今回の事業停止に至った」とコメントしている。良寛は同年2月16日に新潟地方裁判所長岡支部から破産手続開始決定を受けた。負債総額は約5億円。

## 沿革
- 1952年 - 任意組合「西越酪農組合」として、牛乳の製造・販売を開始。
- 1964年4月 - 農事組合法人出雲崎酪農組合として法人へ改組。
- 1965年 - 工場を新潟県出雲崎町大門へ移転。
- 1985年 - 低温殺菌牛乳とヨーグルトの製造を開始。
- 1988年 - プリンの製造を開始。
- 2009年 - 良寛フルーツゼリーの製造を開始。
- 2017年4月 - 株式会社へ改組。商号を株式会社良寛へ変更。
- 2023年
  - 2月7日 - 事業を停止し、事後処理を弁護士に一任。
  - 2月16日 - 新潟地方裁判所長岡支部から破産手続開始決定を受ける。

## 製品
- 良寛牛乳
- 良寛コーヒー
- 良寛牛乳プリン
- 良寛ヨーグルト
- 良寛フルーツゼリー